# The Three Musketeers (1916)
The Three Musketeers is een Amerikaanse film uit 1916 van Charles Swickard. Het was de eerste verfilming van het boek De drie musketiers van Alexandre Dumas en werd ook uitgebracht onder de titel D'Artagnan. In de film heeft D'Artagnan ook een voornaam: Gascon.
De film gaat door als de eerste verfilming van het boek, toch waren er al drie pogingen gedaan (de laatste in 1915) om een film te maken over de musketiers. Eén productie zou gestopt zijn omdat de financiële middelen op waren, bij een ander was het materiaal gestolen of verloren.

## Cast
| Acteur               | Personage            |
| -------------------- | -------------------- |
| Orrin Johnson        | D'Artagnan           |
| Dorothy Dalton       | Koningin Anne        |
| Louise Glaum         | Miladi Winter        |
| Harvey Clark         | Graaf van Buckingham |
| Walt Whitman         | Richelieu            |
| Athur Maude          | Rochefort            |
| Rhea Mitchell        | Constance            |
| Alfred Hollingsworth | Athos                |
| Edward Kenny         | Porthos              |
| C.N. Mortensen       | Aramis               |